# NGC 1777
NGC 1777 je otvoreni skup u zviježđu Stolu. 

## Vanjske poveznice
- SEDS: NGC 1777